# Острова Ниуас
Острова Ниуас (англ. Niua Group) — самая северная островная группа в архипелаге Тонга (Королевство Тонга).

## География
Включает в себя три вулканических острова:
- Ниуатопутапу
- Ниуафооу
- Тафахи.

| Остров       | Население, чел. (2006) | Площадь, км² | Плотность, чел./км² | Координаты                 |
| ------------ | ---------------------- | ------------ | ------------------- | -------------------------- |
| Niuafo‘ou    | 646                    | 50,27        | 12,85               | 15°36′ ю. ш. 175°38′ з. д. |
| Niuatoputapu | 950                    | 18,00        | 52,78               | 16°00′ ю. ш. 173°47′ з. д. |
| Tafahi       | 69                     | 3,42         | 20,18               | 15°51′ ю. ш. 173°44′ з. д. |
| Всего        | 1665                   | 71,69        | 23,22               |                            |

## История
Острова Ниуас были открыты в 1616 году голландскими путешественниками Якобом Лемером и Виллемом Схаутеном.

## Население
Острова образуют административную единицу, административный центр которой расположен в поселении Хихифо на острове Ниуатопутапу. Численность населения островов составляет 1665  человек (2006).